# Polena
Polena (bulgariska: Полена) är ett distrikt i Bulgarien.   Det ligger i kommunen Obsjtina Simitli och regionen Blagoevgrad, i den sydvästra delen av landet, 100 km söder om huvudstaden Sofia.
Omgivningarna runt Polena är en mosaik av jordbruksmark och naturlig växtlighet. Runt Polena är det glesbefolkat, med 16 invånare per kvadratkilometer.